# تشابمان (مجلة)
تشابمان (بالإنجليزية:  Chapman)‏ هي مجلة أدبية مقرها إدنبرة، إسكتلندا. وقد نشر بالمجلة أعمال عدة لكتاب إسكتلنديين ودوليين، بما فيهم إيان كريشتون سميث ‏، ألسدير غراي، سورلى ماكليان، وكاثلين رين. تشمل المجلة أيضا أعمال أدبية من الشعر الحديث والقصص القصيرة، وكذلك المقالات النقدية والمراجعات. بدأت المجلة مشوارها سنة 1970 باسم تشابمان، كتيب حرره جورج هاردي ووالتر پيري. قام كل من روبرت كالدر وجوي هيندري ووالتر بيري بتحرير المجلة خلال عام 1975. بدأت جوي هندري تحرير العنوان أولا بالاشتراك مع بيري، ثم بمفردها بداية من العدد 16 في عام 1976 وكانت هي رئيسة تحرير المجلة حتى عام 2005.
والمجلة معروفة على وجوه مختلفة باسم مجلة تشابمان، تشابمان: مجلة إسكتلندا الأدبية عالية الجودة، ولكن تشابمان هو عنوانها الأصلي.

## أبرز المساهمين
- ريتشارد بيرنز
- ستيوارت كون
- ألسدير غراي
- دونكان جلان
- مايكل هوروفيتز
- روبرت لوفتن
- سورلى ماكليان
- أنوجاس ماكنسيل  [لغات أخرى]‏
- اريك موترام  [لغات أخرى]‏
- كاثلين رين
- إيان كريشتون سميث  [لغات أخرى]‏

## الروابط الخارجية
- Chapman